# Шипилов, Василий Алексеевич
Васи́лий Алексе́евич Шипилов (13 февраля 1908, село Верхний Карачан, Воронежская губерния — 22 мая 1987, Внуково, Московская область) — советский военный лётчик бомбардировочной авиации, в годы Великой Отечественной войны командир корабля Авиационной группы особого назначения Авиации дальнего действия (с декабря 1944 — 18-й воздушной армии). Герой Советского Союза (29.06.1945). Старший лейтенант. 

## Биография
Родился 13 февраля 1908 года в селе Верхний Карачан (ныне — Грибановского района Воронежской области) в семье рабочего. Русский. Окончил шесть классов школы. С 1930 по 1933 годы служил в Красной Армии на срочной службе.
В 1937 году окончил Балашовскую школу пилотов Гражданского Воздушного Флота. Работал пилотом Северо-Казахстанского управления Гражданского Воздушного Флота (ГВФ), затем в Саратовском авиационном отряде специального применения ГВФ.
7 августа 1941 года вновь призван в Красную Армию, тогда же направлен на фронт Великой Отечественной войны. Зачислен в состав Особой Западной авиагруппы ГВФ при штабе Западного фронта, совершил сотни боевых вылетов на лёгком самолёте У-2. В 1943 году переучился на командира транспортных самолётов, освоил транспортные Си-47 и Ли-2. С конца 1943 года воевал в составе 1-го авиационного полка 1-й транспортной авиационной дивизии в 17-й воздушной армии на 3-м Украинском фронте.
В июле 1944 года зачислен в состав Авиационной группы особого назначения Авиации дальнего действия (с декабря 1944 года — 18-й воздушной армии), в составе которой воевал до марта 1945 года, обеспечивая связь и снабжение с югославскими партизанами и войсками Народно-освободительной армии Югославии. В составе этой группы совершил 138 боевых вылетов, из них 83 ночью. Совершил 43 ночные посадки, доставил бойцам НОАЮ и партизанам около 140 тонн оружия и боеприпасов, вывез 262 раненых.
Затем до окончания Великой Отечественной войны совершал боевые вылеты в интересах войск НОАЮ и 3-го Украинского фронтов, сражаясь в составе 10-й гвардейский транспортной авиационной дивизии.
За образцовое выполнение боевых заданий командования на фронте борьбы с германским фашизмом и проявленные при этом отвагу и геройство Указом Президиума Верховного Совета СССР от 29 июня 1945 года лейтенанту Шипилову Василию Алексеевичу присвоено звание Героя Советского Союза с вручением ордена Ленина и медали «Золотая Звезда» (№ 8604).
В 1946 году старший лейтенант В. А. Шипилов уволен в запас и вернулся в гражданскую авиацию. Ещё 12 лет был командиром воздушного корабля, затем работал в аэропорту. Жил в поселке Внуково Московской области. Скончался 22 мая 1987 года. Похоронен в Внуково.

## Награды
- Герой Советского Союза (29.06.1945)
- Орден Ленина (29.06.1945)
- Орден Красного Знамени (30.11.1941)
- Ордена Отечественной войны 1-й (11.03.1985) и 2-й (18.03.1985) степеней
- Орден «Знак Почёта»
- Медали СССР
- Югославский орден[1]